# Свято-Никольский скит (Автодеево)
Свято-Никольский скит — действующий православный скит Свято-Троицкого Серафимо-Дивеевского женского монастыря. Расположен в селе Автодеево.

## История
Впервые деревянная Никольская церковь упоминается в 1616 году. Современная каменная двухпрестольная церковь построена в 1822 году. Главный придел был освящен во имя Святой Живоначальной Троицы, а другой — во имя Святителя Николая.
В 1920 году за помощь дивеевским сестрам был расстрелян священник храма иерей Михаил Критский. На обвинение он ответил властям так: «Дивеевским сестрам я стал помогать из чувства ответственности перед Богом на Страшном Суде». При восстановлении храма, когда делали отмостку, была обнаружена его могила. Троицкий храм был закрыт осенью 1936 года и использовался как мельница и зернохранилище.
Церковь передана монастырю в сентябре 1992 года.
При посещении Патриархом Алексием II скита летом 1992 года, он дал ему название Никольский — в честь Святителя Николая.
26 декабря 1993 года митрополитом Николаем освящён престол Никольского придела. 21 октября 2006 года архиепископом Георгием вновь освящён главный алтарь в честь Святой Живоначальной Троицы.